# Batia (film)
Pour les articles homonymes, voir Batia.
Pour plus de détails, voir Fiche technique et Distribution.
Batia (Батя) est un film russe réalisé par Dmitri Efimovitch, sorti en 2021,,.

## Synopsis
Lorsque Vladimir, le père de Maxim, a 70 ans, Maxim planifie une célébration à Moscou. Cependant, le jour de l'anniversaire, Vladimir informe son fils qu'il ne peut pas venir, en changeant ses plans. En conséquence, Maxim décide d'organiser lui-même la célébration chez son père, persuadant son épouse Irina et leurs enfants, Dima et Nastya, de se joindre au voyage, malgré leur réticence initiale en raison du caractère complexe et fermé de Vladimir. Les tentatives de Maxim de contacter son père et d'avertir de la visite sont infructueuses, puisque Vladimir ignore ses appels.
Sur la route, la famille de Maxim est confrontée à diverses situations, y compris des désaccords entre Maxim et Irina concernant les méthodes d'éducation des enfants. Tout cela est accompagné des souvenirs de Maxim de l'enfance, dans lesquels Vladimir a joué un rôle clé. De ces souvenirs se forme l'image d'un homme dur et inflexible, qui a montré son amour pour Maxim de manière très particulière. L'enfance de Maxim était dans les années 90 difficiles, ce qui se reflétait dans ses souvenirs: il a appris à lire des journaux politiques grâce à son père, à compter – selon les dates dans les monuments du cimetière, et a même aidé son père à sortir le câble de l'usine pour la vente.
Arrivé chez son père, Maxim Découvre qu'il travaille comme gardien à l'usine, malgré l'âge de la retraite, à cause d'une petite pension (bien que Maxim ait offert de l'aide, Vladimir a refusé). Dans l'ancien appartement de Maxim, des souvenirs flottent, y compris le départ de sa mère à cause des problèmes d'alcool de Vladimir causés par l'effondrement du mode de vie habituel. Lors de la rencontre, Vladimir ne montre pas de joie. Maxim décide d'une conversation franche, exprimant à son père tous les griefs accumulés et l'accusant de froideur et de manque d'amour.
Au cours de la conversation, il devient clair que l'enfance de Maxim était une époque qui a commencé avec l'idéalisation de son père et s'est terminée par une déception. Devenu père, Maxim a cherché à faire le contraire, mais il doute que cela ait fait de lui un meilleur père. Les paroles de Maxim touchent Vladimir et il reconnaît la nécessité d'être plus ouvert avec ses petits-enfants. Maxim, à son tour, admet que malgré l'éloignement de son père, il y a eu beaucoup de bonnes choses dans son enfance, ce qui le rend heureux.

## Fiche technique
- Photographie : Alexandre Tananov
- Musique : Alekseï Kestner
- Décors : Denis Bauèr, Anastasiia Egorova
- Montage : Ekaterina Pivneva